# 565780 Kopaszimre
565780 Kopaszimre este o planetă minoră (asteroid) din centura de asteroizi. A fost descoperită pe 4 octombrie 2011 la Piszkéstetői Obszervatórium⁠(d) de . 
Obiectul prezintă o orbită caracterizată de o semiaxă mare de 2,6153596313547 UAi, o excentricitate de 0,28402688798451, o înclinație de 11,337665503603 ° în raport cu ecliptica.